# Вальпургієва ніч

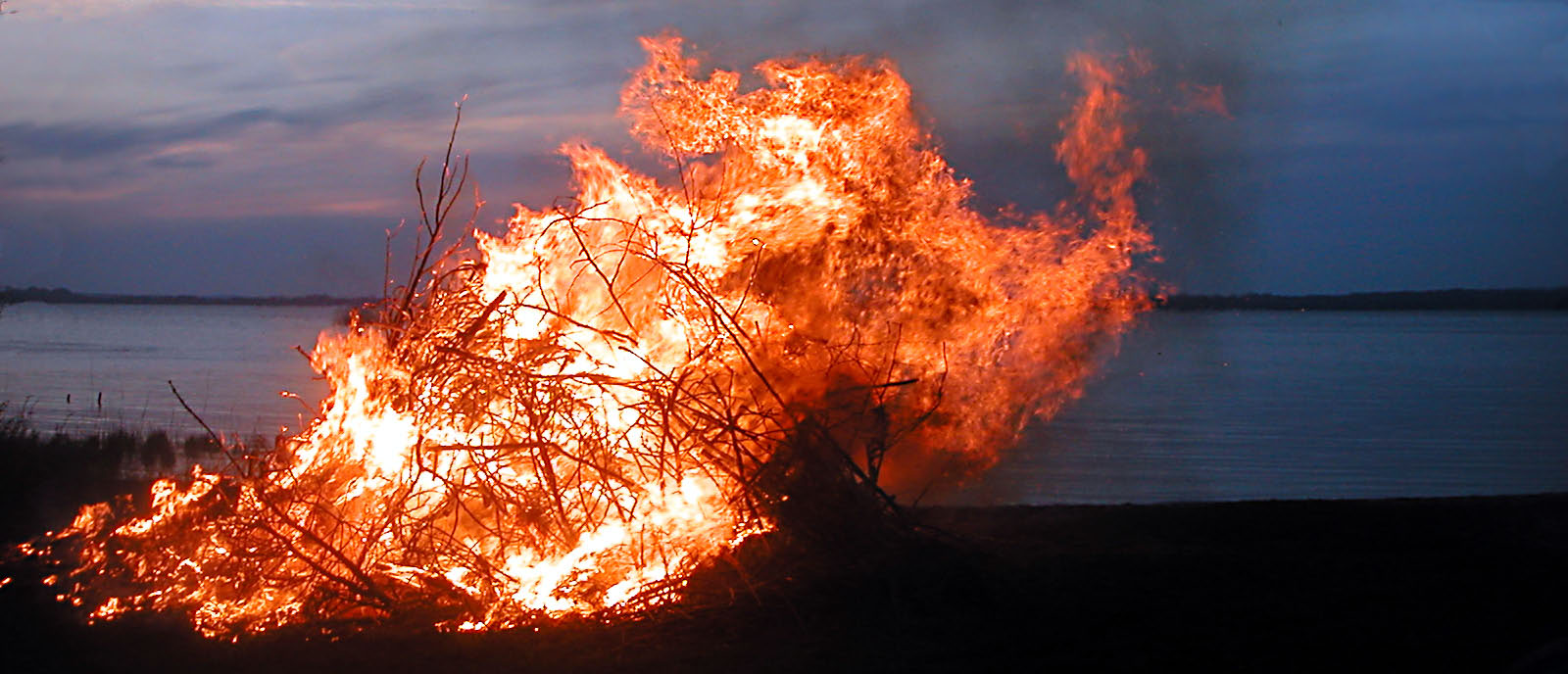
Багаття, які розпалюють в Швеції на Вальпургієву ніч.

Вальпу́ргієва ніч — ніч з 30 квітня на 1 травня, традиційне дохристиянське свято, яке відзначається в країнах Центральної і Північної Європи.
Своїми коренями традиція святкування Вальпургієвої ночі сягає традиційне дохристиянських часів, коли таким чином святкувався прихід весни. У християнській традиції це день святої Вальпурги, сестри святого Віллібальда, англійської проповідниці християнства у франкських краях. Зважаючи на те, що раннє християнство часто християнізувало язичницькі традиції, обидва свята злилися в одне. У традиції нордичних міфів, Вальпургієва ніч символізує час, коли Одін помер, щоб збагнути значення рун.
Вважається, що в цю ніч слабне межа між світами мертвих і живих. Люди розпалюють багаття, щоб відігнати мертвих і неприкаяних духів, що за повір'ям блукають у ці часи посеред живих. На світанку настає свято Першотравня.

## Історія
Згідно з друїдською традицією, у ніч з 30 квітня на 1 травня відзначають Бельтан, свято Сонця, яким починається світла пора року, а природа отримує від світила і дарує людині особливо багато енергії. Бог Сонця в цей момент стає особливо сильним і запліднює богиню Землі. Кельти відзначали Бельтан в сакральних центрах країни.
Під час святкування Бельтейну давні кельти збирались на підвищених місцевостях (тобто на горах), там палили вогні, танцювали та вступали у ритуальні статеві стосунки одне з одним (ритуальні статеві стосунки між чоловіками та жінками в це свято, за віруваннями язичників, мали забезпечити родючість землі).
Назва Вальпургієвої ночі пішла від збігу зі святкуванням 1 травня пам'яті святої Вальпурги (Вальбурги), сестри святого Віллібальда, канонізованого в 778 році.
Оскільки 1 травня з особливою урочистістю святкувалося язичниками (перше весняне свято, Белтайн), то старі жінки і взагалі всі ті, хто не міг відразу відмовитися від язичницьких звичаїв на користь християнства, незважаючи на сувору заборону (під страхом страти), продовжували збиратися в недоступних місцях, щоб належним чином, тобто піснями і танцями, зустріти 1 травня.
Вогнища та безлюдна місцевість сприяли поширенню в народі розповідей про відьом, що збираються в цю ніч в різних недоступних місцях.

## Традиції святкування у різних країнах

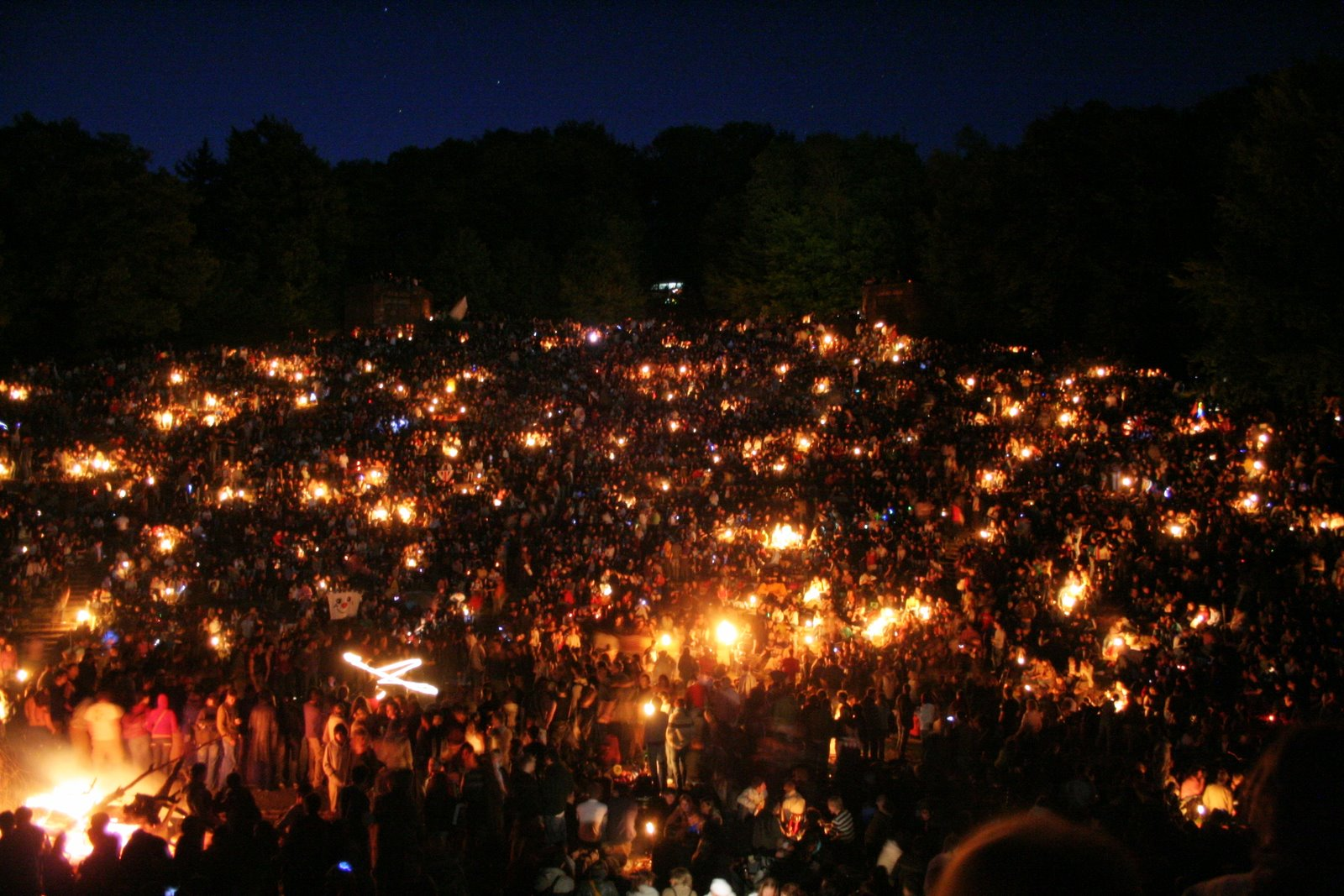
Святкування зі смолоскипами у Гайдельберзі, Німеччина.

У ніч з 30 квітня на 1 травня по всій Центральній та Північній Європі запалюються величезні багаття, щоб відігнати відьом, які злітаються в цю ніч на шабаш. Програма свята не змінювалася вже більш ніж 100 років: старовинні ігри, виступи студентських хорів і традиційні вогнища. У багатьох європейських країнах із заходом сонця хлопчаки починають кричати і запалювати петарди, оскільки вважається, що найкращий засіб від духів — галас.
У Німеччині вважається, що щорічно в ніч на 1 травня на вершини Броккен і Блоксберг у горах Гарц (від Hart — «лісисті гори», там ростуть ялиці) злітаються на мітлах, вилах і козлах тисячі європейських відьом.
У Скандинавії палять багаття, щоб закликати весну, відлякувати духів і позбутися від сміття, що накопичилося за зиму, а також їдять гравлакс — свіжого лосося, маринованого в солі, цукрі та кропі.
У Чехії напередодні Вальпургієвої ночі насипають на поріг пісок або траву, щоб відьми не могли увійти до будинку, доки не перерахують всі піщинки або травинки.
У Баварії жартівники мастять дверні ручки зубною пастою, переносять двері в інше місце і витягують з черевиків шнурки.
Фіни вважають, що опівночі останнього дня квітня немає жодної вершини горба, де б не сиділи відьми з відьмаками.

### Чехія

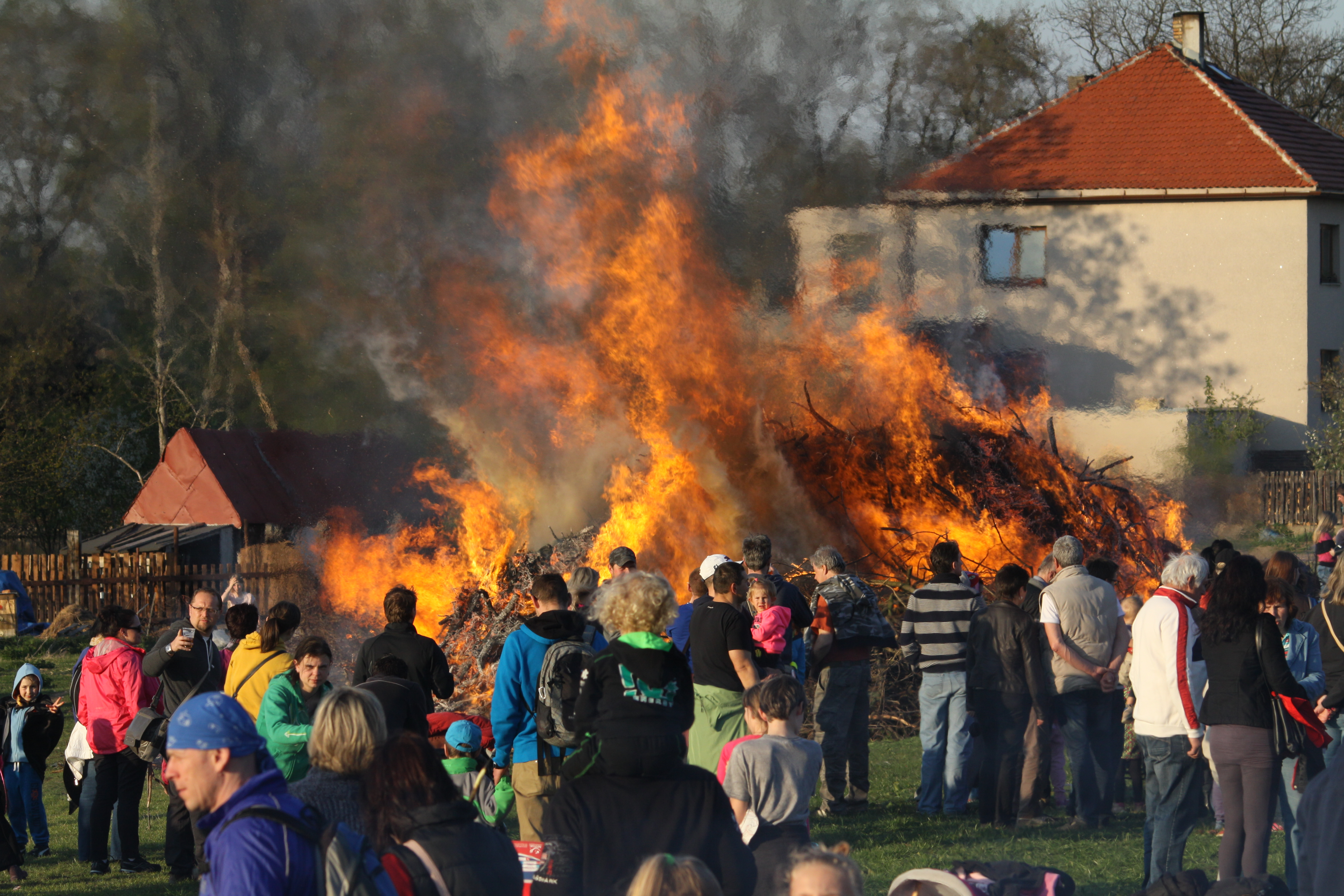
Спалення відьом у Чехії

30 квітня в Чехії — Pálení čarodějnic («Спалення відьом») або čarodějnice («Відьми»). Величезні багаття заввишки до 8 метрів з фігурою відьми будуються і спалюються ввечері, переважно на вершинах пагорбів. Молодь збирається навколо. Раптовим чорним і густим утворенням диму радіють як «відьмі, що відлітає». Опудало відьми піднімають і кидають у багаття для спалення.
У деяких місцях прийнято спалювати на багатті ляльку, що зображує відьму. Це все ще широко поширене свято в Чехії, яке практикується з язичницьких часів.

### Англія
У Лінкольнширі Вальпургієва ніч відзначалася в сільських громадах до другої половини 20-го століття, з традицією розвішування первоцвітів для відлякування зла.

### Фінляндія

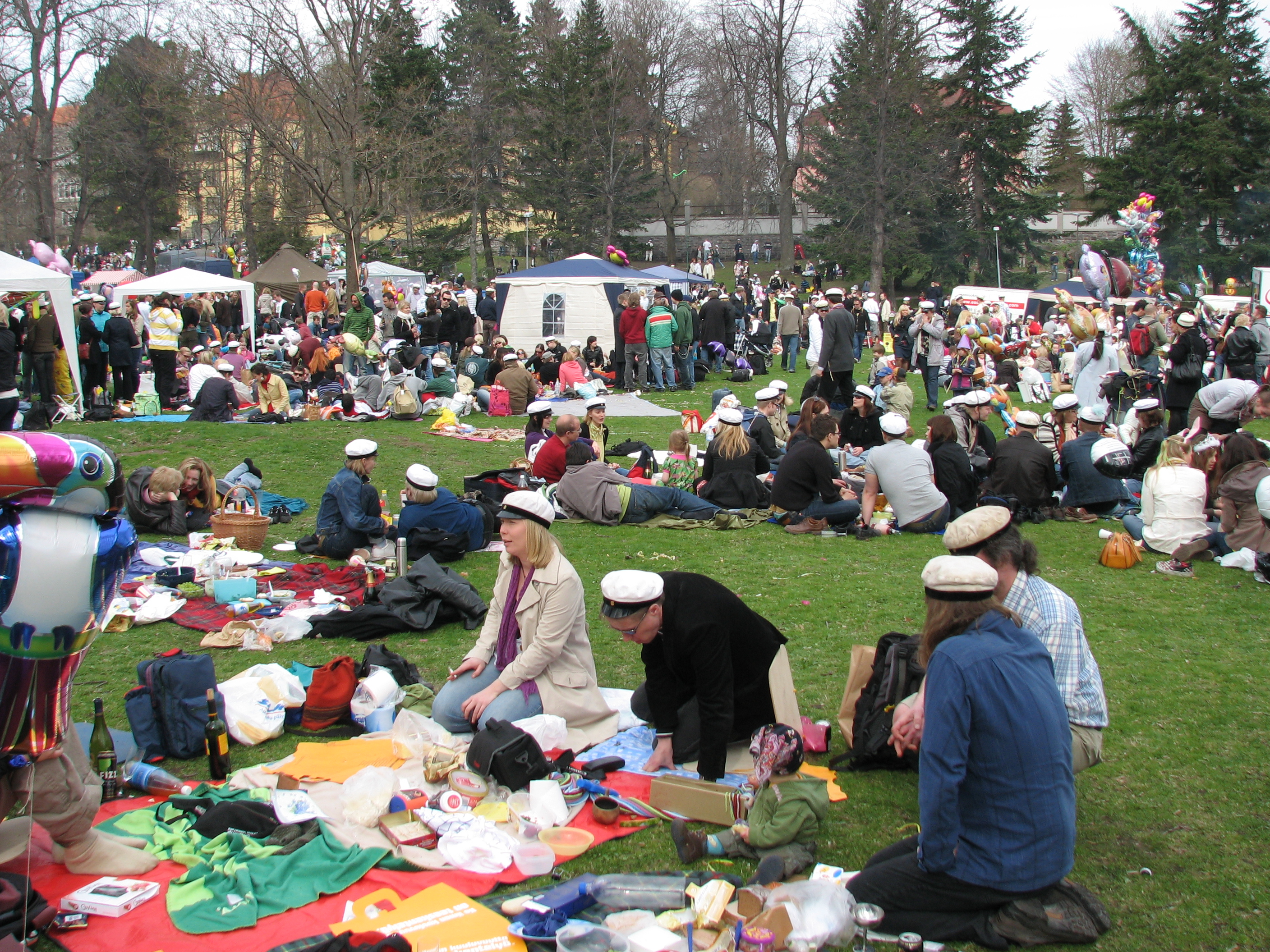
Люди на пікніку vappu в Кайвопуйсто у 2008 році

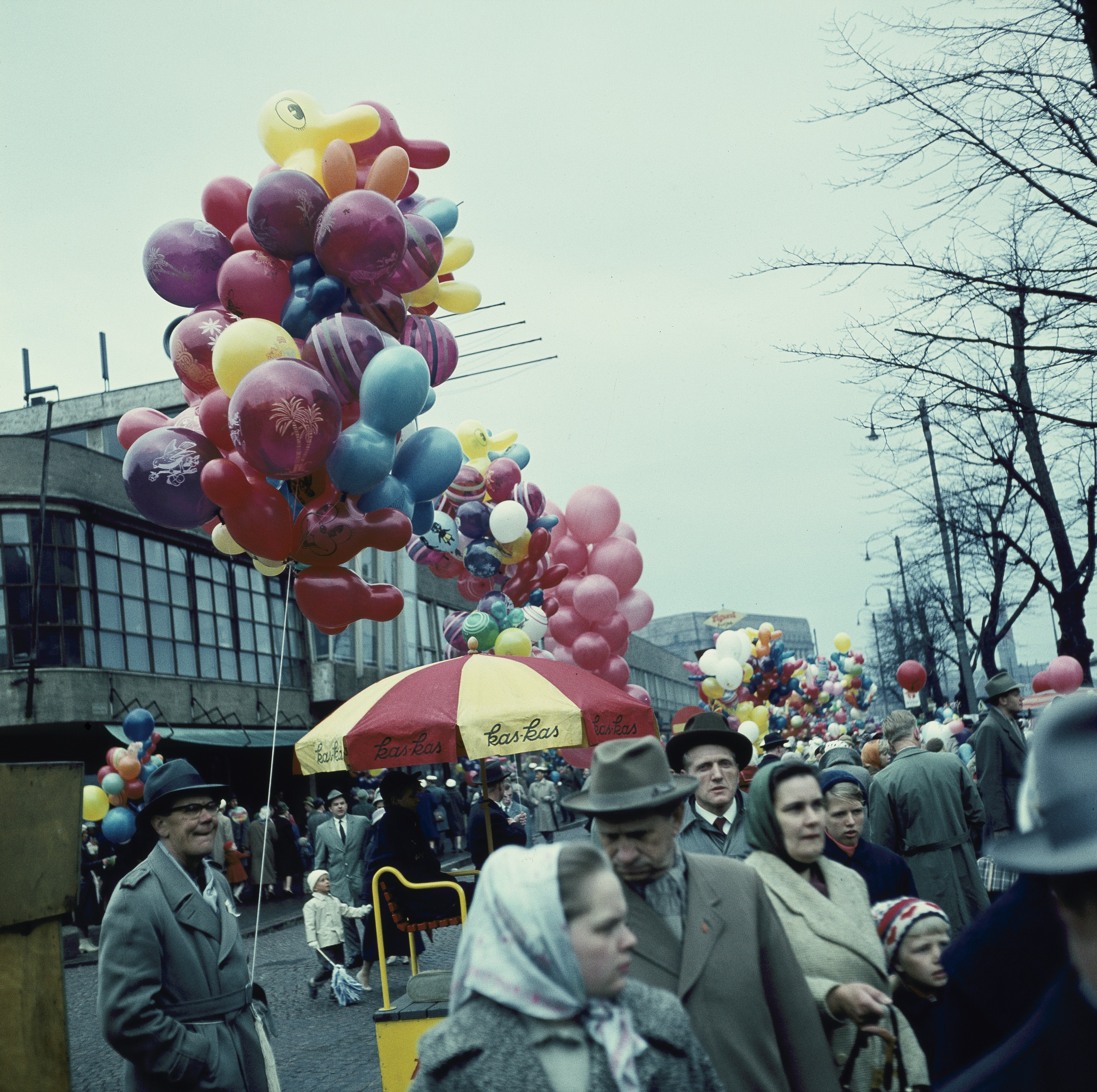
Натовп перед Ласіпалаці в Гельсінкі, у 1960 році

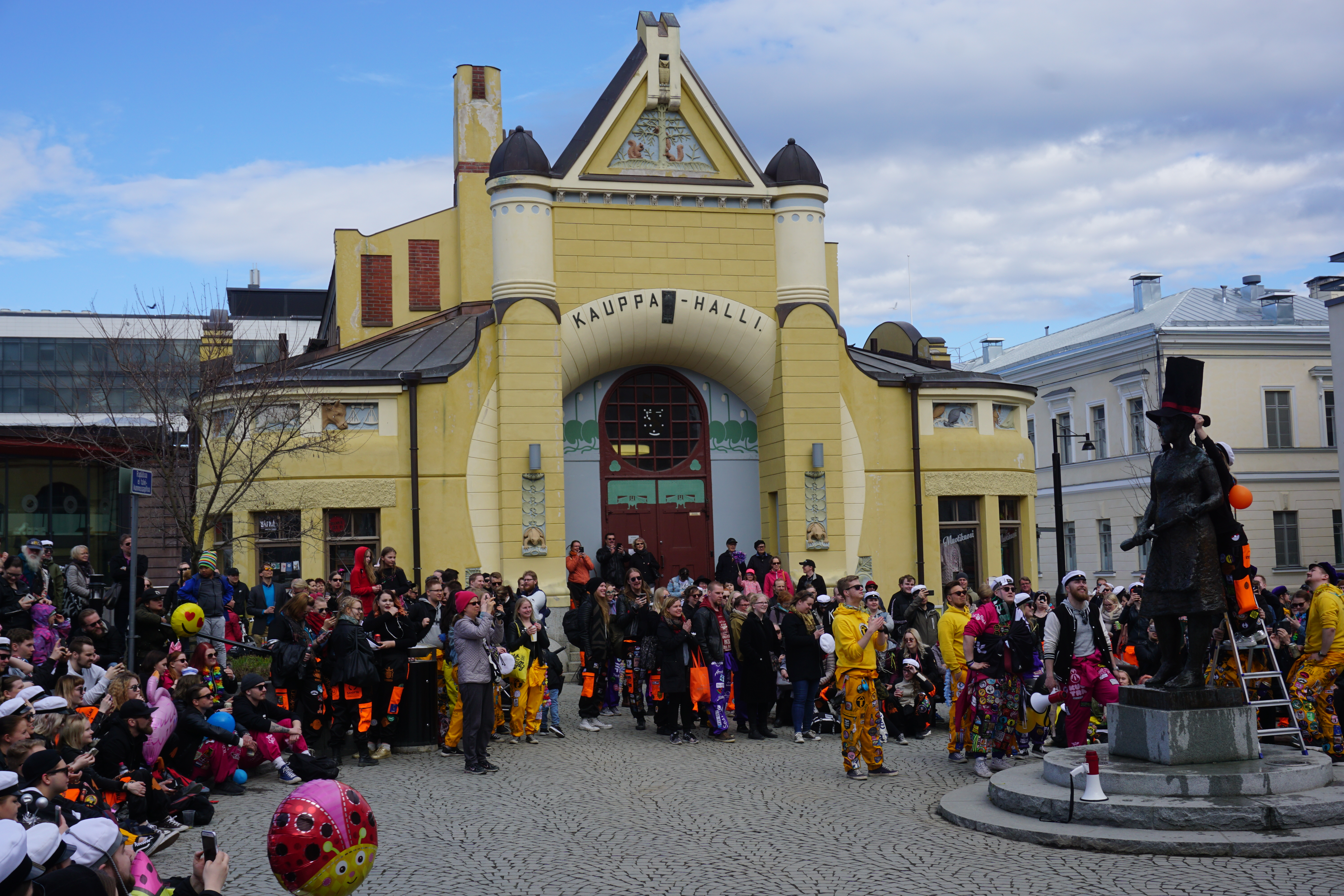
Святкування Vappu перед Куопіоським ринковим залом у Куопіо

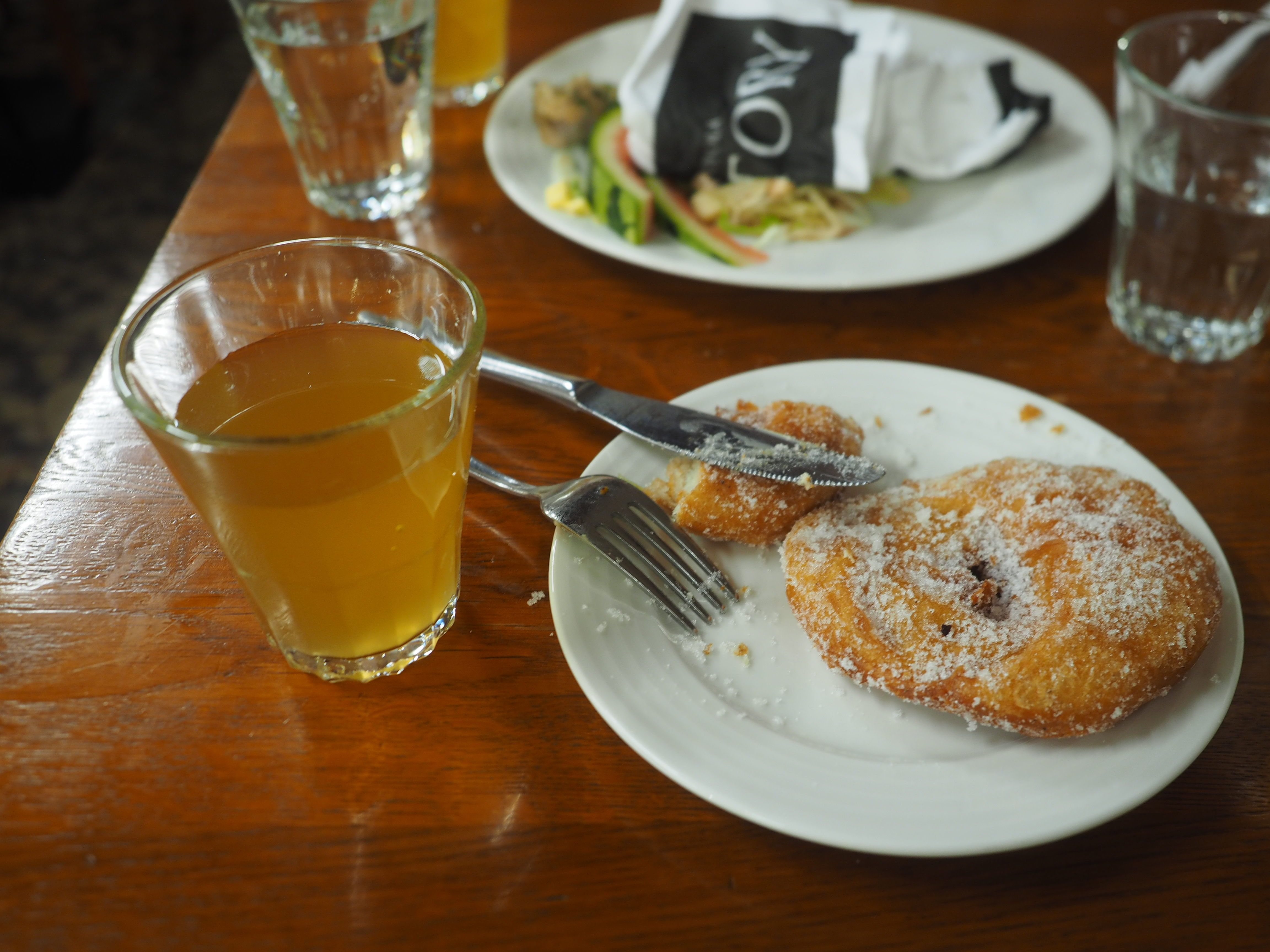
Пончики в цукровій глазурі та сіма — типові ласощі vappu у Фінляндії

У Фінляндії Вальпургієва ніч (фін. vappu; швед. vappen, valborg) є одним із чотирьох найбільших свят поряд із Святвечором, Новим роком та Івановим днем (juhannus, швед. midsommar). Вальпургієва ніч є місцем найбільшого свята в стилі карнавалу, що проводиться в містах і містечках Фінляндії. Святкування, яке починається ввечері 30 квітня і триває 1 травня, зазвичай зосереджується на споживанні сіми, ігристого вина та інших алкогольних напоїв. Студентські традиції, особливо студентів інженерних спеціальностей, є однією з головних особливостей vappu. З кінця 19 століття це традиційне свято вищого класу було позичено студентами університетів. Багато випускників середніх шкіл носять чорно-білі студентські кепки, а багато студентів вищих навчальних закладів носять студентські комбінезони. Одна з традицій — пити сіму, домашній слабоалкогольний напій медовуху, разом зі свіжоспеченим тіппалейпя.
У столиці Гельсінкі, та навколишньому регіоні, традиції включають встановлення (30 квітня о 18:00) ковпака на Гавіс Аманда, оголену жіночу статую в Гельсінкі, та періодичні публікації відвертих матеріалів під назвами äpy та Julkku, студентами-інженерами Технологічного інституту Гельсінкі. Обидві види публікацій є досить пустотливими; але якщо Julkku є стандартним журналом, то Äpy завжди є витівкою. Класичні форми включали äpy, надрукований на туалетному папері та на простирадлі. Часто äpy було закладено всередину стандартних промислових упаковок, таких як банки sardine та молочні картони. Для більшості студентів vappu розпочинається за тиждень до дня святкування. Святкування також включають пікнік 1 травня, який інколи буває досить розкішним, особливо в Улланлінанмякі в центрі Гельсінкі.
У Турку склалася традиція встановлення ковпака на статую Posankka.
vappu збігається з парадом Міжнародного дня трудящих. Розширюючись від партій лівого спрямування, вся фінська політична сцена прийняла vappu як день виходу на підмостки та агітації. Це не обмежується лише політичними активістами; багато інституцій, як-от Лютеранська церква Фінляндії, послідували цьому прикладу, маршируючи та виголошуючи промови. Ліві активісти 1970-х досі влаштовують свята 1 травня. Організовуються карнавали, і багато радіостанцій грають ліві пісні, такі як Інтернаціонал.
Традиційно 1 травня святкують влаштуванням пікніка в парку. Для більшості це пікнік з друзями на ковдрі з їжею та ігристим вином. Деякі люди влаштовують надзвичайно розкішні пікніки з павільйонами, білими скатертинами, срібними канделябрами, класичною музикою та витонченою їжею. Пікнік зазвичай розпочинається рано вранці, коли частина учасників вечірки продовжує святкування з попередньої ночі.
Деякі студентські організації резервують території, де вони традиційно щороку влаштовують табір. Студентські шапки, медовуха, серпантин та повітряні кулі відіграють свою роль у пікніку та святкуванні в цілому.

### Німеччина

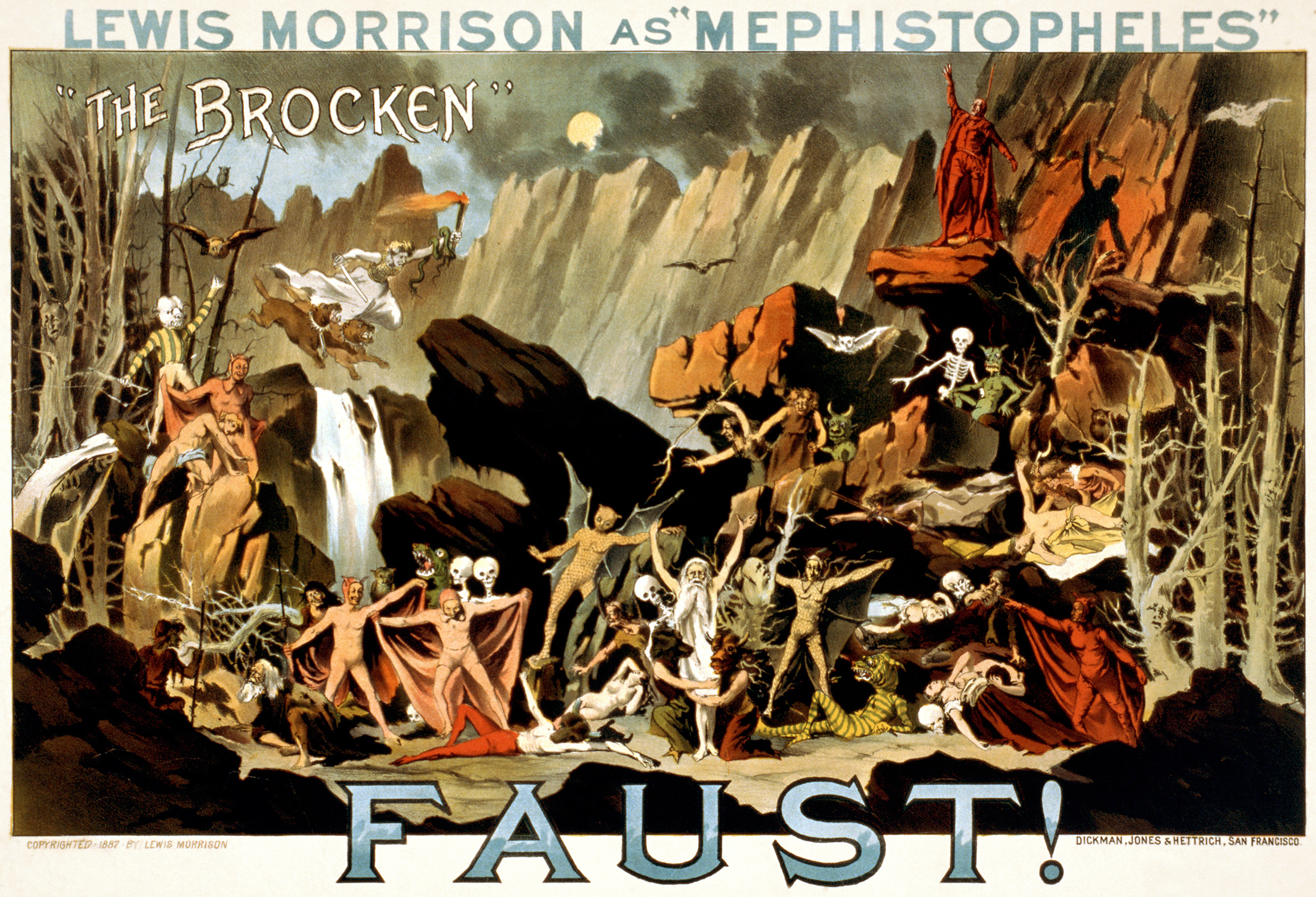
Льюїс Моррісон як "Мефістофель" у Фаусті!: "Брокен". Театральний постер вистави Гете, що показує Мефістофеля, який викликає надприродних створінь на німецькій горі Брокен (або Блоксберг), яка за переказом є декорацією для Вальпургієвої ночі, з 30 квітня по 1 травня

У свято Святої Вальбурги "тисячі" людей здійснюють християнські паломництва до гробниці Святої Вальбурги в Айхштетті, часто отримуючи флакони олії Святої Вальбурги.

У Німеччині Hexennacht ('Ніч відьом'), ніч з 30 квітня на 1 травня, це ніч, коли відьми, за переказами, влаштовують велике святкування на Брокені і чекають на прихід весни, і яка збігається з ніччю Святої Вальпургії (Sankt Walpurgisnacht).
Ніч Вальпургії (в німецькому фольклорі) - ніч 30 квітня (напередодні Дня трудящих), коли відьми збираються на горі Брокен і влаштовують оргії з Дияволом... Брокен - найвища гора Гарцських гір у центральній Німеччині. Він відомий явищем брокенської примари та відьомськими розвагами, які, за переказами, відбувалися там у ніч Вальпургії. Брокенська примара - це збільшена тінь спостерігача, зазвичай оточена веселкоподібними смугами, яка відкидається на хмарний банк у високогірних районах, коли сонце низько. Це явище вперше було зафіксовано на Брокені.
Сцена в Фаусті частина Перша Гете має назву "Walpurgisnacht", а в Фаусті частина Друга - "Класична Walpurgisnacht". Останній розділ п'ятої книги Томаса Манна Чарівна гора також має назву "Walpurgisnacht". У п'єсі Едварда Олбі 1962 року Хто боїться Вірджинії Вулф? другий акт має назву "Walpurgisnacht".
З короткої розповіді Брема Стокера, Гість Дракули, англієць (ім'я якого ніколи не згадується) перебуває у Мюнхені перед від'їздом до Трансильванії. Це ніч Вальпургії, і незважаючи на попередження готельєра не затримуватися, молодий чоловік пізніше залишає карету і прямує в бік покинутого "нечестивого" села. Коли карета від'їжджає з наляканим і забобонним водієм, високий і худий незнайомець лякає коней на гребені пагорба.
У деяких частинах північних прибережних регіонів Німеччини звичай запалювання величезних вогнищ досі залишається традицією, щоб відсвяткувати прихід травня, хоча більшість частин Німеччини мають похідний християнізований звичай навколо Великодня, який називається "великодні вогні" (Osterfeuer).
У сільських районах південної Німеччини це частина молодіжної культури - грати жарти, такі як маніпулювання в садах сусідів, приховування речей або малювання графіті на приватній власності.
У Берліні традиційні ліві травневі заворушення зазвичай починаються з ночі Вальпургії в Мауерпарк у Пренцлауер-Берг.

### Угорщина
В Угорщині бузиновими рослинами прикрашали будинки, які використовувалися, щоб відігнати відьом цього дня, оскільки угорці вважали, що різні рослини можуть захистити від різних хвороб або надприродних небезпек. Але більшість традицій, пов'язаних з відьмацтвом, відбувалися раніше в весняному циклі свят, у день Святого Юрія (Szent György napja), через близькість Дня трудящих та П'ятидесятниці.
У деяких місцях ці вірування досі не зникли в ніч Вальпургії. У Кешмарку угорське населення досі розказує про фею замку Тьокьолі (Thököly vár), яка підмітає територію навколо угорського колодязя на світанку П'ятидесятниці, і досі розказує про відьом, які ходять у День трудящих та П'ятидесятницю, але в більшості місць джерело зла було замінено вогнем, льодом, гусеницями та хворобами, оскільки країна ставала більш світською.

### Нідерланди

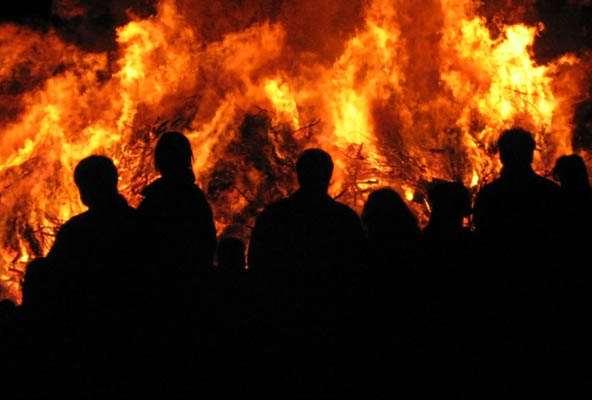
Вогнища ночі Вальпургії

Як і в усіх германських країнах, Sankt Walpurgisnacht святкували на територіях нинішніх Нідерландів. Нещодавно це свято не святкували через Koninginnedag (День королеви), який припадав на ту саму дату, хоча новий koningsdag (День короля) відзначається 27 квітня. Острів Тексел святкує фестиваль, відомий як 'Meierblis' (що приблизно перекладається як 'Травневе полум'я'), де near nightfall розпалюють вогнища, так само як на Вальпургії, але з метою вигнати решту холоду зими та зустріти весну.[джерело?]
Утім, в останні роки відновлений інтерес до дохристиянської релігії та культури призвів до відродження інтересу до Heksennacht (Ночі відьом). У 1999 році серед місцевих членів Реформованої партії в Пюттені, Гелдерланд виникли підозри щодо фестивалю Heksennacht, який нібито святкують сатаністи. Партія закликала заборонити його. Однак більшість інших відкинули саму ідею існування такого фестивалю та його «сатанинської» природи. Місцева церква в Доккумі, Фрисландія, організувала службу в 2003 році, щоб молитися за Святий Дух, який, за словами церкви, мав протидіяти сатанинським діям.

## Легенди та перекази

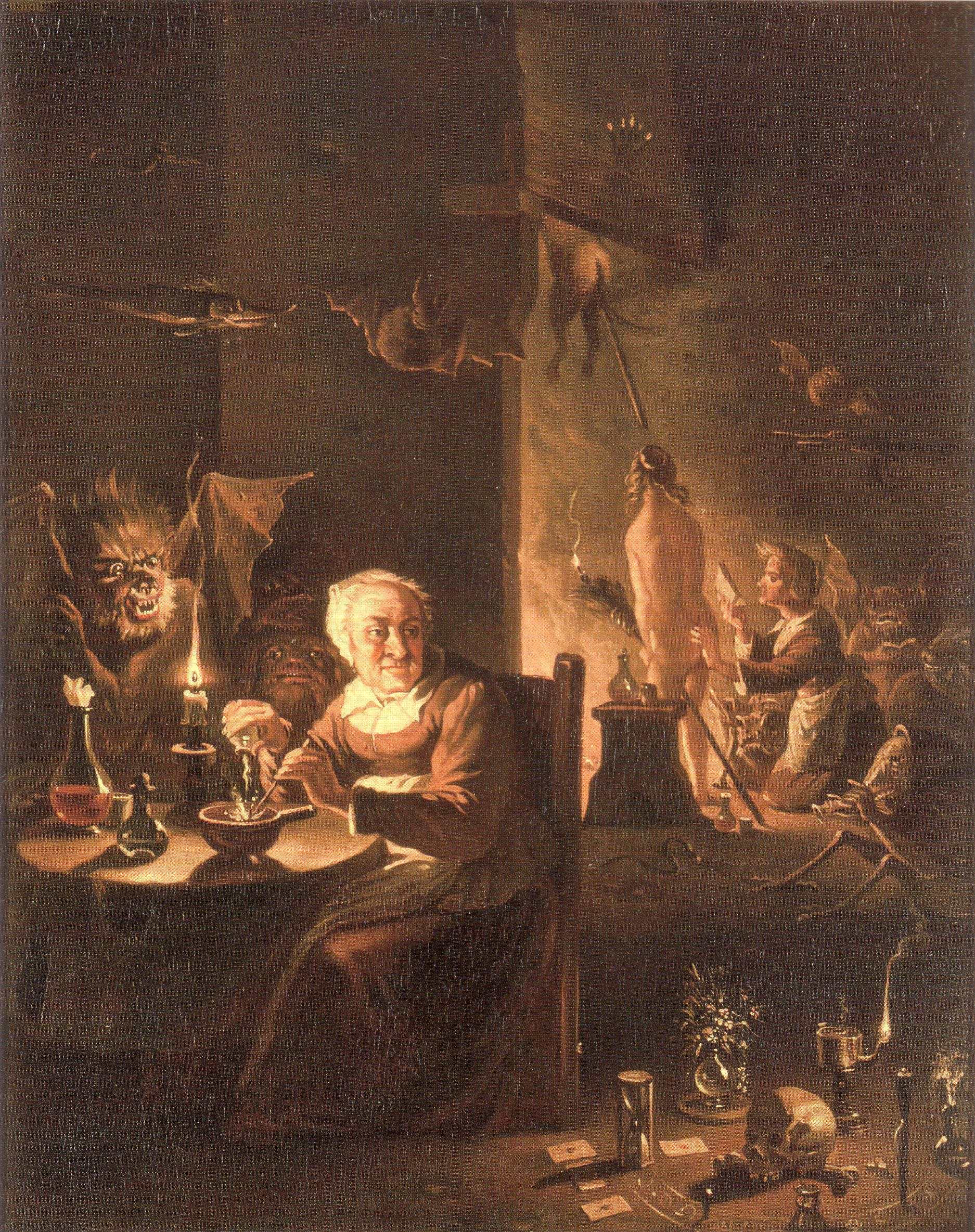
Німецькі відьми. 1700 р.

Згідно з легендою, саме ніч з 30 квітня на 1 травня відьми, дочекавшись певної години, натирають тіло чарівною маззю і, вимовивши заклинання, схоплюються верхи на мітлу, яка миттю донесе їх до місця шабашу.
Відьми, хихикаючи, розповідають одна одній про свої чорні справи, які вони зуміли зробити протягом року, і змовляються про нові неподобства. Тим, хто особливо відрізнився, сатана, що очолює святкове гуляння, дає відсьорбнути хмільного зілля з кінського черепа, тих же, хто йому не догодив, стьобає батогом. Незабаром починається божевільний танець, і наступного дня на місці «танцмайданчика» можна розгледіти сліди коров'ячих і козиних копит.
Музиканти грають на кінських черепах замість скрипок, смички ж їм замінюють котячі хвости. Нарешті, присутні спалюють чорного козла, чорного бика і чорну корову, а потім в непроглядній темряві вдаються до забав. Після цього свято закінчене. Втомлені, але задоволені, відьми знов сідають на мітли і вирушають додому, де їм належить старанно виконувати роль доброчесних (або не надто) дружин, з нетерпінням чекаючи на чергову Вальпургієву ніч, яка відбудеться рівно за рік.

## У мистецтві
- Бал у сатани в романі «Майстер і Маргарита» Булгакова відбувається на Вальпургієву ніч.
- «Сон у Вальпургієву ніч» у «Фаусті» В. Гете.
- «Вальпургієва ніч» у опері Шарля Гуно «Фауст».
- Пісня «Walpurgisnacht» німецького рок-гурту «Schandmaul».
- Пісня «Walpurgis Night» шведського гурту The Coffinshakers.
- П'єса «Вальпургієва ніч, або кроки Командора» В. В. Єрофеєва.
- Фінальні події аніме-серіалу Дівчинка-чарівниця Мадока Магіка відбуваються у Вальпургієву ніч.
- «Вальпургієва ніч» — роман Густава Майрінка 1917 року.
- «Вальпургієва ніч» — оповідання Роджера Желязни із збірника «Варіант Єдинорога»[en] 1983 року.